# Королёво (Крым)
Королёво (до 1948 года Коджала́р; укр. Корольове, крымскотат. Qocalar, Къоджалар) — село в Ленинском районе (Автономной) Республики Крым в составе Красногорского сельского поселения (Красногорского сельсовета).

## Население
| 2001 | 2014 |
| ---- | ---- |
| 125  | ↘104 |

Всеукраинская перепись 2001 года показала следующее распределение по носителям языка
| Язык             | Процент |
| ---------------- | ------- |
| крымскотатарский | 50.4    |
| русский          | 39.2    |
| украинский       | 7.2     |
| другие           | 0.8     |

### Динамика численности
| - 1926 год — 80 чел. - 1939 год — 242 чел. - 1989 год — 125 чел. | - 2001 год — 124 чел. - 2009 год — 62 чел. - 2014 год — 104 чел. |

## Современное состояние
На 2017 год в Королёве числится 5 улиц; на 2009 год, по данным сельсовета, село занимало площадь 195,8 гектара на которой, в 29 дворах, проживало 62 человека.

## География
Королёво расположено в центральной части района и Керченского полуострова, на невысоком Парпачском хребте, в балке реки Семь Колодезей, высота центра села над уровнем моря 34 м. Находится примерно в 4 километрах (по шоссе) на юг от районного центра Ленино, там же ближайшая железнодорожная станция Семь колодезей (на линии Джанкой — Керчь). Транспортное сообщение осуществляется по региональной автодороге 35Н-333 от шоссе 35К-018 (по украинской классификации — С-0-10826). В Статистическом справочнике Таврической губернии 1915 года Коджалар не записан.

## История
Впервые в доступных источниках селение встречается на верстовой карте Крыма 1896 года, с корректурой 1926 года, где Коджалар обозначен с 4 дворами с с русским населением. По «…Памятной книжке Таврической губернии на 1902 год» в деревне Коджалар, Петровской волости Феодосийского уезда, входившей в Ташлыярское сельское общество, числилось 29 жителей в 5 домохозяйствах. На 1914 год в селении действовало земское училище.
После установления в Крыму Советской власти, по постановлению Крымревкома, 25 декабря 1920 года был образован Керченский (степной) уезд, а, постановлением ревкома № 206 «Об изменении административных границ» от 8 января 1921 года была упразднена волостная система и село вошло в состав Петровского района Керченского уезда, а в 1922 году уезды получили название округов. 11 октября 1923 года, согласно постановлению ВЦИК, в административное деление Крымской АССР были внесены изменения, в результате которых округа были отменены, Петровский район упразднили, влив в Керченский район. Согласно Списку населённых пунктов Крымской АССР по Всесоюзной переписи 17 декабря 1926 года село Коджалар (русский) входило в состав Семи-Колодезянского сельсовета Керченского района. В селе числилось 17 дворов, из них 16 крестьянских, население составляло 80 человек (39 мужчин и 41 женщина). В национальном отношении учтено 17 русских, 62 украинца, 1 записан в графе «прочие». Постановлением ВЦИК «О реорганизации сети районов Крымской АССР» от 30 октября 1930 года (по другим сведениям 15 сентября 1931 года) Керченский район упразднили и село включили в состав Ленинского. На подробной карте РККА Керченского полуострова 1941 года в Коджаларе обозначено 24 двора. По данным всесоюзной переписи населения 1939 года в селе проживало 242 человека.

Во время Великой Отечественной войны в ходе Керченско-Феодосийской десантной операции в декабре 1941 года — январе 1942 года в районе Коджалара вели боевые действия части 51-й и 44-й армий Крымского фронта. 10 бойцов, погибших при освобождении села, были похоронены в братской могиле на окраине Коджалара. В 1949 году на могиле был установлен памятник, постановлением Совета министров Республики Крым № 627 от 20 декабря 2016 года отнесённый к категории объектов культурно-исторического наследия России.
С 25 июня 1946 года Коджалар в составе Крымской области РСФСР. Указом Президиума Верховного Совета РСФСР от 18 мая 1948 года, Коджалар переименовали в Королёво. 26 апреля 1954 года Крымская область была передана из состава РСФСР в состав УССР. Время включения в Красногорский сельсовет пока не установлено: на 15 июня 1960 года село уже числилось в его составе. По данным переписи 1989 года в селе проживало 125 человек. С 12 февраля 1991 года село в восстановленной Крымской АССР, 26 февраля 1992 года переименованной в Автономную Республику Крым. С 21 марта 2014 года в составе Крыма аннексировано Россией.